# Secure User Plane Location
Secure User Plane Location (SUPL) ist ein Protokoll für Assisted GPS. SUPL wurde von der Open Mobile Alliance spezifiziert und dient der schnellen Ermittlung von GPS-Satellitendaten über sogenannte User-Plane-Trägerprotokolle wie etwa IP. 
Bei Mobiltelefonen ist anhand der Funkzelle, in der das Gerät eingebucht ist, der ungefähre Aufenthaltsort bekannt. Via Secure-User-Plane-Location-Protokoll (SUPL) wird dieser ungefähre Standort an einen SUPL-Server gesendet, der dank dieser Angabe den Suchbereich für die Satellitensignale begrenzt. Dies beschleunigt die Lage-Bestimmung. Die Kommunikation mit dem SUPL-Server erfolgt via TCP/IP über das UserPlane Location Protocol. Android-Systeme nutzen SUPL-Server, um die Ortungszeit für GNSS (GPS, GLONASS usw.) zu beschleunigen. 
Damit liegen Positionsdaten zumeist wesentlich schneller vor als über GPS-Satelliten-Signale (50 b/s).
SUPL nutzt bewährte Standards wie OMA Push, OMA Mobile Location Service, sowie 3GPP- und 3GPP2-Standards.

## Architektur
Die SUPL-Architektur umfasst im Wesentlichen zwei Elemente:
- SUPL-Endgerät bezeichnet als SUPL Enabled Terminal (SET)
- SUPL Location Plattform (SLP)

Das SET ist ein mobiles Endgerät, auf dem ein SUPL Client konfiguriert wurde. Das SLP ist ein Netzwerkelement, zumeist ein eigenständiger Server zur User-Authentifizierung, für Positionsanfragen sowie das Roaming. Die Kommunikation zwischen mobilem Endgerät und der SLP findet über Standardprotokolle wie TCP/IP sowie SMS statt.

## Anwendungsgebiete
Anwendungsgebiete für SUPL finden sich vor allem im Bereich der Location-Based Services (LBS) für mobile Endgeräte.